# August Quennerstedt
August Vilhelm Quennerstedt, född 3 juli 1837 i Rydaholms socken i Jönköpings län, död 29 april 1926 i Lund, var en svensk professor, zoolog,  tecknare  och Karl XII-forskare.

## Biografi
August Quennerstedt var son till kyrkoherden och regementspastorn vid Kronobergs regemente Nils Johan Quennerstedt och friherrinnan Anna Sophia Catharina Lilliecreutz och från 1868 gift med Carolina Sophia Ekelund och farbror till Maria von Sydow. Han blev student vid Lunds universitet 1856, filosofie magister 1862, docent i zoologi 1865, adjunkt 1873 och var professor vid nämnda universitet 1880–1902. 
August Quennerstedt växte upp i ett prästhem med två äldre bröder, präglat av en närmast bokstavstrogen bibelorienterad religiositet, plikttrohet och konservatism. Fadern var också amatörbotanist. 
I Lund kom han i kontakt med geologen och marinbiologen Otto Torell, som gjort flera resor för att studera aktiva inlandsisar och glaciära erosionsbildningar. Torell ledde de båda första av de svenska polarexpeditionerna till Spetsbergen, och rekryterade Quennerstedt till den första Svenska Spetsbergenexpeditionen 1858 som en lovande zoolog och en skicklig tecknare. På basis av material därifrån disputerade August Quennerstedt 1862 under Otto Torell på avhandlingen Några anteckningar om Spetsbergens däggdjur och fåglar. 
År 1863 gjorde han en ny ishavsfärd, denna gång ombord på ett norskt sälfångstfartyg till Vestisen och havet kring Jan Mayen. 
Hans zoologiska huvudarbete var Bidrag till Sveriges infusorie-fauna, 1-3 (1866-1870).
Quennerstedt blev allmänt känd genom sitt uppträdande i religionsdebatten som drevs runt 1900, och i vilken han kom på vetenskaplig kollisionskurs med darwinismen. År 1871 publicerade han en skrift mot evolutionsläran. Han har också gjort sig känd för sin forskning om Karl XII och sina nedtecknade minnen under uppväxtåren som återutgavs i tidskrifter. Han utgav bokserien Karolinska krigares dagböcker I-XII 1901–1918. Han var en duktig tecknare och illustrerade själv sina artiklar Under Lundagårds kronor och Mina första Lundaminnen som utgavs av Föreningen Det gamla Lund. Han var 1910 en av stiftarna av Karolinska förbundet.
August Quennerstedt var gift med Lilly Quennerstedt (1846–1936), som var dotter till Adam Wilhelm Ekelund. De lät 1875 uppföra den av Helgo Zettervall ritade Quennerstedtska villan på sin stora tomt i kvarteret Kråkelyckan. De donerade en betydande del av sin mark på Kråkelyckan för att uppförandet av Ribbingska sjukhemmet på 1911 och av Lindebergska skolan. År 1927 donerade Lilly Quennerstedt ytterligare en tomt i kvarteret till Lunds universitet för uppförandet av Lunds studentskegård.

### Redaktör
- Svenska expeditioner till Spetsbergen och Jan Mayen, utförda under åren 1863 och 1864. Stockholm: Norstedt & Söner. 1867. Libris 10814200. https://runeberg.org/polexp1863/
- Karolinska krigares dagböcker jämte andra samtida skrifter. 1-12. Lund: Gleerup. 1901-1921. Libris 1563128